# Zygmunt Rudolf
Zygmunt Rudolf (ur. 16 lipca 1897 w Tomaszowie Mazowieckim, zm. 14 sierpnia 1990 w Warszawie) – wykładowca, twórca inżynierii sanitarnej w Polsce, laureat tytułu doctora honoris causa Politechniki Warszawskiej w 1987 r.

## Życiorys
Uczęszczał do Gimnazjum realnego w Sosnowcu. W 1915 zdał maturę z wyróżnieniem. W tym samym roku rozpoczął studia na Wydziale Inżynierii Lądowej Politechniki Warszawskiej i na Wydziale Matematyki Uniwersytetu Warszawskiego. Odbył służbę wojskową w latach 1918–1920. W 1922 ukończył studia na Politechnice Warszawskiej z tytułem inżyniera dróg i mostów.
Aktywny działacz w Kole Młodzieży Demokratycznej „Zarzewie” i w Kole Zagłębiowców.
W 1922 roku uzyskał stypendium naukowe Fundacji Rockefellera. Dzięki temu mógł kontynuować naukę na Wydziale Inżynierii Sanitarnej Uniwersytetu Harvarda w Cambridge. Na tej uczelni obronił pracę dyplomową z wyróżnieniem. W latach 1924–1926 na Uniwersytecie Harvarda pisał pracę doktorską na temat „Hydraulic and Operative Features of Mechanical Filtration”. Ze względu na ciężką chorobę i śmierć promotora nie udało mu się uzyskać tytułu doktora. W Stanach Zjednoczonych zapoznał się z najnowszymi osiągnięciami inżynierii sanitarnej.
Po powrocie do Polski pracował w administracji państwowej na stanowisku kierownika Samodzielnego Działu Techniki Sanitarnej w Departamencie Służby Zdrowia w Ministerstwie Zdrowia, a następnie Działem Techniki Sanitarnej w Departamencie Techniczno-Budowlanym Ministerstwa Spraw Wewnętrznych. Później pełnił funkcję wiceprezesa Rady Przedsiębiorstwa Państwowego - Zakłady Wodociągowe na Górnym Śląsku. Był też rzeczoznawcą przy Polskim Instytucie Wodociągowo-Kanalizacyjnym i Biurze Studiów Związku Miast Polskich. Do 1939 roku sporządził projekty przepisów prawa, dotyczące problemów techniczno-sanitarnych (ustawy, rozporządzenia, zarządzenia).
Jeden z ważniejszych organizatorów wyposażenia miast polskich w urządzenia techniczno-sanitarne oraz twórca nowoczesnych metod ochrony środowiska miejskiego przed zanieczyszczeniem. W 1926 roku zainicjował program dotyczący kształcenia inżynierów sanitarnych w Polsce. 
W 1928 roku zaczął wykładać Technikę sanitarną na Wydziale Inżynierii Lądowej i Geodezji PW. W tym samym czasie prowadził szkolenia z techniki sanitarnej w Państwowej Szkole Higieny.
Autor ponad 150 artykułów publikowanych w polskich i zagranicznych czasopismach technicznych. Otrzymywał zaproszenia do współpracy od wielu międzynarodowych organizacji np. Komitetu Higieny Ligi Narodów, Stałej Międzynarodowej Delegacji ds. Techniki Sanitarnej i Higieny Miast w Pradze, Rady Międzynarodowej Federacji Mieszkaniowej i Planowania Miast w Londynie.
Podczas okupacji pracował jako inżynier w Głównym Urzędzie Budownictwa w Warszawie. Uczestniczył w powstaniu warszawskim.
W 1945 roku pełnił funkcję naczelnika Wydziału w Ministerstwie Administracji Publicznej w Lublinie. Później w 1949 został dyrektorem Departamentu Techniki Urządzeń Komunalnych w Ministerstwie Administracji Publicznej, a następnie w Ministerstwie Gospodarki Komunalnej.
Od 1945 roku rozpoczął wykłady na Wydziale Inżynierii i Geodezji PW. W 1947 roku objął stanowisko kierownika Katedry Techniki Sanitarnej na Wydziale Inżynierii. W 1950 roku uzyskał tytuł profesora. W latach 1953–1955 i 1960–1961 był dziekanem Wydziału Inżynierii Sanitarnej i członkiem Senatu PW. Od 1952 do 1962 roku był kierownikiem Działu Techniki Sanitarnej w Instytucie Gospodarki Komunalnej.
Autor 206 książek i artykułów na temat ochrony wód, powietrza i gleby przed zanieczyszczeniami, balneotechniki, ochrony środowiska, zasad kontroli i nadzoru zapobiegawczego w zakresie ochrony środowiska. Należał do wielu towarzystw technicznych i naukowych, zarówno w Polsce, jak i zagranicą. Członek Towarzystwa Urbanistów Polskich, Stowarzyszenia Inżynierów i Techników Budownictwa, Polskiego Towarzystwa Reformy Mieszkaniowej, Naczelnej Organizacji Technicznej, Ligi Ochrony Przyrody, Związku Absolwentów uniwersytetu Harvarda, Czechosłowackiego Związku Gazowników, Wodociągowców i Techników Sanitarnych oraz brytyjskiego Królewskiego Towarzystwa Zdrowia.
Radny Stołecznej Rady Narodowej, członek i wiceprezes Komisji Gospodarki Komunalnej. Należał do PPS, a potem do PZPR.
Laureat wielu nagród i odznaczeń. W 1987 roku otrzymał tytuł doktora honoris causa Politechniki Warszawskiej.
Zmarł w Warszawie, pochowany na cmentarzu Wojskowym na Powązkach (kwatera A 36-4-24).

## Stanowiska
- kierownik Samodzielnego Działu Techniki Sanitarnej w Departamencie Służby Zdrowia w ówczesnym Ministerstwie Zdrowia
- wiceprezes Rady Przedsiębiorstwa Państwowego - Zakłady Wodociągowe na Górnym Śląsku
- rzeczoznawca przy Polskim Instytucie Wodociągowo-Kanalizacyjnym i Biurze Studiów Związku Miast Polskich
- podczas okupacji - inżynier w Głównym Urzędzie Budownictwa w Warszawie
- 1945– naczelnik Wydziału w Ministerstwie Administracji Publicznej w Lublinie
- 1949– dyrektor Departamentu Techniki Urządzeń Komunalnych w Ministerstwie Administracji Publicznej
- dyrektor w Ministerstwie Gospodarki Komunalnej
- 1947– kierownik Katedry Techniki Sanitarnej na Wydziale Inżynierii
- 1953–1955 i 1960–1961 dziekan Wydziału Inżynierii Sanitarnej PW
- 1952–1962 kierownik Działu Techniki Sanitarnej w Instytucie Gospodarki Komunalnej

## Członkostwa
- członek Towarzystwa Urbanistów Polskich,
- członek Stowarzyszenia Inżynierów i Techników Budownictwa
- członek Polskiego Towarzystwa Reformy Mieszkaniowej
- członek Naczelnej Organizacji Technicznej
- członek Ligi Ochrony Przyrody
- członek Związku Absolwentów Uniwersytetu Harvard
- członek Czechosłowackiego Związku Gazowników, Wodociągowców i Techników Sanitarnych
- członek brytyjskiego Królewskiego Towarzystwa Zdrowia
- Radny Stołecznej Rady Narodowej
- członek i wiceprezes Komisji Gospodarki Komunalnej

## Ordery i odznaczenia
- Order Sztandaru Pracy I klasy (1977)[4]
- Krzyż Komandorski z Gwiazdą Orderu Odrodzenia Polski (1987)[4]
- Order Sztandaru Pracy II klasy (1965)[4]
- Krzyż Komandorski Orderu Odrodzenia Polski (1959)[4]
- Krzyż Oficerski Orderu Odrodzenia Polski (22 czerwca 1948)[5]
- Złoty Krzyż Zasługi (dwukrotnie: 11 listopada 1936[6], 1946[4])
- Medal 30-lecia Polski Ludowej
- Medal 10-lecia Polski Ludowej (19 stycznia 1955)[7]

## Upamiętnienie
W 1999 roku Zarząd Główny PZITS ustanowił medal im. prof. Zygmunta Rudolfa.
W półwiecze powołania Wydziału Inżynierii Sanitarnej PW – podczas sesji jubileuszowej – w sali 611 Gmachu Wydziału Inżynierii Środowiska wmurowano 27 października 2001 r. poświęconą mu tablicę pamiątkową.

## Wybrane publikacje
- „Usuwanie i wykorzystanie odpadków miejskich” (1967)